# جيمي دوغلاس
جيمس إدوارد دوغلاس (بالإنجليزية: James Edward Douglas)‏ الشهير باسم جيمي دوغلاس (بالإنجليزية: Jimmy Douglas)‏ (12 يناير 1898 في إيست نيوارك، الولايات المتحدة – 5 مارس 1972 في بوينت بليزينت، الولايات المتحدة) لاعب كرة قدم أمريكي راحل كان يجيد اللعب في مركز حارس مرمى . مثل منتخب الولايات المتحدة في بطولة كأس العالم لكرة القدم 1930 التي أقيمت في الأوروغواي .

## وصلات خارجية
- جيمي دوغلاس على موقع الاتحاد الدولي (مؤرشف)  (الإنجليزية)
- جيمي دوغلاس على موقع قاعدة بيانات كرة القدم.إي يو (الإنجليزية)
- جيمي دوغلاس على موقع ناشيونال فوتبول تيمز (الإنجليزية)
- جيمي دوغلاس على موقع عالم كرة القدم.نت (الإنجليزية)
- جيمي دوغلاس على موقع أوليمبيديا (الإنجليزية)

- هذا متحف كرة القدم